# Trichosanthes kirilowii
 Трихозант Кирилова (Trichosanthes kirilowii) або Трихозант Японський (Trichosanthes japonica) - квітуча рослина родини Гарбузові, що зустрічається в Хенані, Шаньдуні, Хебеї, Шаньсі та Шеньсі. Це одна з 50 основних трав, що застосовуються в традиційній китайській медицині, де вона має назву Ґуалу (кит. 栝蔞, пін. guālóu) із спорідненою Trichosanthes rosthornii. Бульба цієї рослини відома на мандаринській мові як tiān huā fěn (кит.: 天花粉), а плід називають однойменно до рослини - ґуалу (Fructus Trichosanthis кит. 瓜芦, пін. guā lú)